# Zhou Ang
Zhou Ang (en chinois : 周昂), actif dans les années 190, est un officier chinois servant sous le seigneur de guerre Yuan Shao à la fin de la dynastie des Han orientaux en Chine. Il est originaire de la commanderie de Kuaiji, aujourd'hui autour de Shaoxing dans le Zhejiang. Il a deux frères : Zhou Xin (en) et Zhou Yu (en). Il est administrateur de la commanderie de Jiujiang,, aujourd'hui autour du xian de Quanjiao en Anhui, puis inspecteur de la province de Yu (en). En 192, il est vaincu lors d'une bataille dans le xian de Yinling, aujourd'hui au nord-ouest du xian de Changfeng en Anhui, par les forces du demi-frère et rival de Yuan Shao, Yuan Shu, dirigées par le général Sun Ben (en).
Dans les chroniques historiques, Zhou Ang est souvent confondu avec ses deux frères. Par exemple, les textes historiques affirment qu'il est impliqué dans la bataille de Yangcheng en 191 contre le seigneur de guerre Sun Jian, un aillé de Yuan Shu, alors qu'il s'agit en fait de son frère Zhou Yu.